# Arc llatí

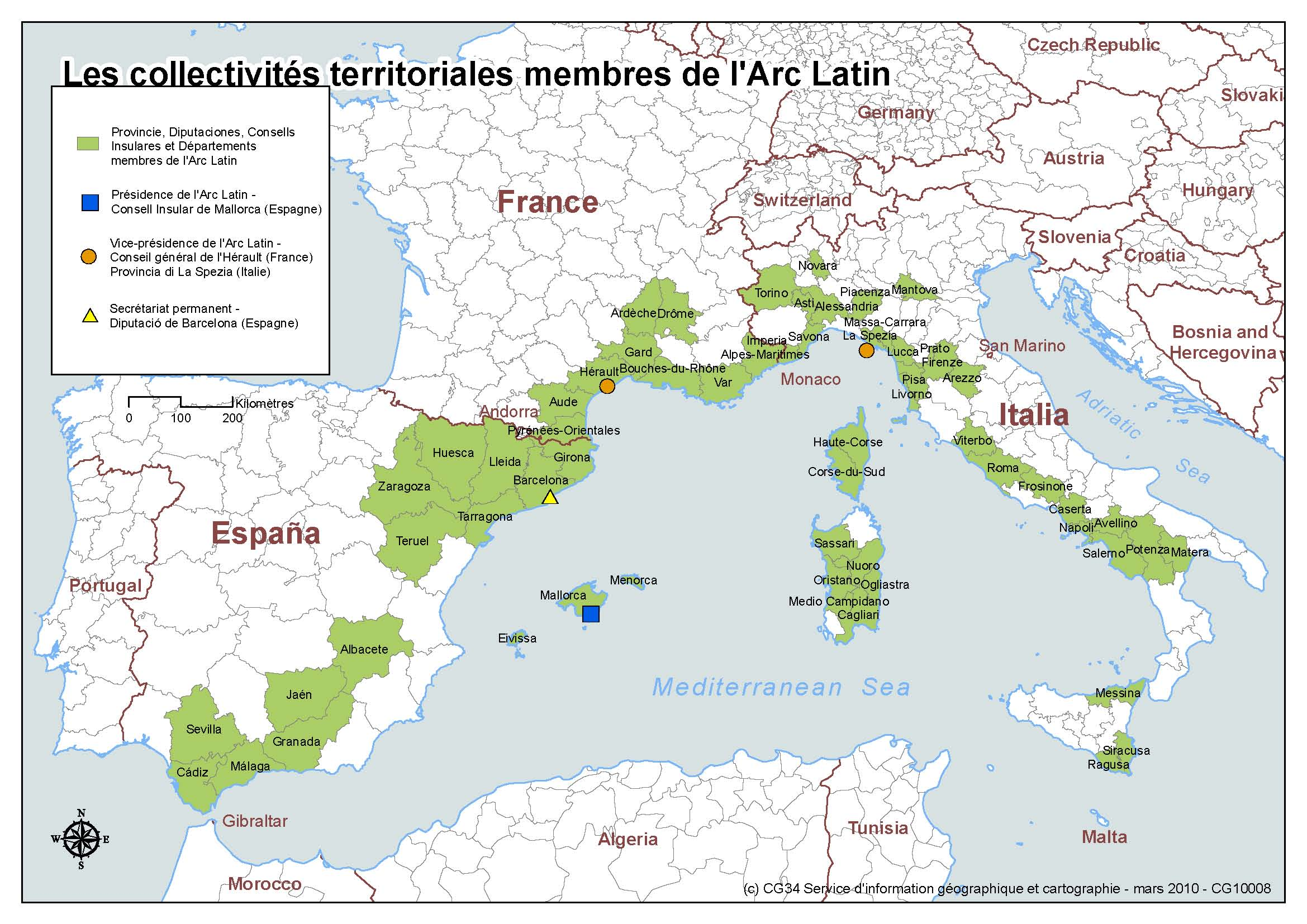
Membres de l'Arc Llatí el 2010

«Arc llatí» és el nom que rep la regió litoral al voltant del nord-oest de la conca del Mediterrani, que s'estén des de la punta inferior de la península Itàlica a Malta, seguint la costa oriental de Sicília i l'occidental d'Itàlia, el sud de França, i la costa oriental espanyola fins a Gibraltar. Encapsula també les Illes Balears, Còrsega i Sardenya. És també el nom d'una organització fundada el 1998 de cooperació política i tècnica entre governs locals de nivell intermedi de França, Itàlia i Espanya.